# کونکو، شیلی
کونکو، شیلی (به اسپانیایی: Cunco, Chile) یک سکونتگاه مسکونی در شیلی است که در استان کاتین واقع شده‌است.

## خصوصیات
کونکو ۱٬۹۰۶٫۵ کیلومترمربع مساحت و ۱۵٬۶۲۸ نفر جمعیت دارد و ۳۶۴ متر بالاتر از سطح دریا واقع شده‌است.